# Памятник героям необъявленных войн
Памятник героям необъявленных войн — памятник в Химках, в сквере имени Марии Рубцовой, посвящённый памяти воинам подразделений специального назначения, погибших в локальных конфликтах и войнах.

## Внешний вид
Памятник представляет собой гранитную колонну, на вершине которой орёл, держащий в клюве автомат. Это символизирует спецназ. На самой колонне увековечены фамилии двух тысяч погибших на полях сражений солдат.

## История
Памятник открыт 8 сентября 2007 года.
Инициаторами создания мемориала стали бывшие участники локальных войн, офицеры спецподразделений А. В. Мусиенко, А. А. Новосёлов, И. В. Семёнов. Они внесли личные деньги на проектирование и создание скульптурной композиции. А бывший заместитель командира 1 роты спецназначения 334-го отдельного отряда спецназначения, участник войны в Афганистане Игорь Семёнов лично курировал весь ход строительства, оказывая по мере необходимости экстренную поддержку и помощь.
Большой вклад в строительство мемориального комплекса внесли воины-спецназовцы разных лет и поколений. Инициативу поддержали матери погибших солдат. Средства на сооружение мемориала поступали на специальный благотворительный счёт как от частных лиц, так и от организаций из разных концов страны.